# Bettina Weise
Bettina Weise (* 11. Juni 1968) ist eine ehemalige deutsche Fußballspielerin.

## Karriere
Weise gehörte dem FSV Frankfurt von 1988 bis 1992 als Mittelfeldspielerin an. Während ihrer Vereinszugehörigkeit erreichte ihre Mannschaft viermal ein Finale, in denen sie in dreien zum Einsatz gekommen war. In ihren ersten beiden Saisons bestritt sie Punktspiele in der Oberliga Hessen aus der sie mit ihrer Mannschaft jeweils als Hessenmeister hervorging und somit auch an den beiden aufeinanderfolgenden Endrunden um die Deutsche Meisterschaft teilnahm.
In ihrer Premierensaison erreichte der FSV Frankfurt das Halbfinale, aus dem ihre Mannschaft – nach Hin- und Rückspiel – mit 3:5 gegen den TuS Ahrbach ausschied, wie auch ein Jahr später im Viertelfinale mit 2:3 gegen den TSV Siegen. Gegen diese Mannschaft verlor der FSV Frankfurt ein Jahr zuvor auch das Pokalfinale mit 1:5, in dem sie – bis zur 47. Minute für Martina Walter ausgewechselt – mitwirkte. Das am 19. Mai 1990 vor 15.000 Zuschauern im Olympiastadion Berlin ausgetragene Pokalfinale gegen den FC Bayern München hingegen gewann sie, durch das 1:0-Siegtor ihrer Mitspielerin Martina Walter in der 20. Minute.
In ihren letzten beiden Saisons bestritt sie nunmehr Punktspiele in der seinerzeit zweigleisigen Bundesliga. Als Sieger aus der Gruppe Süd hervorgegangen, war ihre Mannschaft an der sich anschließenden Endrunde um die Deutsche Meisterschaft teilzunehmen berechtigt. Das mit 8:2 über den KBC Duisburg – nach Hin- und Rückspiel – gewonnene Halbfinale führte ins Finale. Im Siegener Leimbachstadion, in dem sie nicht eingesetzt wurde, unterlag ihre Mannschaft mit 2:4. dem TSV Siegen. Ein Jahr später schied ihr Verein mit 2:3 – nach Hin- und Rückspiel – gegen Grün-Weiß Brauweiler im Halbfinale aus. Gegen diesen Verein verlor der FSV Frankfurt mit 0:1 im Pokal-Achtelfinale 1991. Am 23. Mai 1992 wurde der Vereinspokal gewonnen, hatte sie mit ihrer Mannschaft – sie wurde für Martina Walter in der 78. Minute eingewechselt – in Berlin den TSV Siegen mit 1:0 bezwingen können.

## Erfolge
- Finalist Deutsche Meisterschaft 1991 (ohne Finaleinsatz) Halbfinalist 1989, 1992
- DFB-Pokal-Sieger 1990, 1992, -Finalist 1989